# اسپینال
اسپینال (به اسپانیایی: El Espinal, Tolima) یک سکونتگاه مسکونی در کلمبیا است که در بخش تولیما واقع شده‌است.

## خصوصیات
اسپینال ۲۱۷ کیلومترمربع مساحت و ۵۷٬۲۷۳ نفر جمعیت دارد و ۳۲۳ متر بالاتر از سطح دریا واقع شده‌است.